# Are You with Me
Are You with Me è un singolo del DJ belga Lost Frequencies, pubblicato il 27 ottobre 2014 come primo estratto dal primo album in studio Less Is More.
Il brano è un remix di quello omonimo del cantante statunitense Easton Corbin, scritto da Tommy Lee James, Terry McBride e Shane McAnally. Quest'ultimo non è stato pubblicato come singolo prima della versione remix di Lost Frequencies.

## Video musicale
Il videoclip è stato pubblicato il 2 settembre 2014 sul canale YouTube della Armada Music.
Il brano ha ottenuto un grandissimo successo raggiungendo la vetta delle classifiche in Australia, Germania e Regno Unito. In Italia ottiene il triplo disco di platino.

## Classifiche

### Classifiche settimanali
| Classifica (2015) | Posizione massima |
| ----------------- | ----------------- |
| Australia         | 1                 |
| Austria           | 1                 |
| Belgio (Fiandre)  | 1                 |
| Belgio (Vallonia) | 2                 |
| Danimarca         | 3                 |
| Finlandia         | 3                 |
| Francia           | 4                 |
| Germania          | 1                 |
| Irlanda           | 3                 |
| Italia            | 13                |
| Lussemburgo       | 1                 |
| Norvegia          | 4                 |
| Nuova Zelanda     | 9                 |
| Paesi Bassi       | 3                 |
| Polonia           | 1                 |
| Regno Unito       | 1                 |
| Repubblica Ceca   | 6                 |
| Slovacchia        | 2                 |
| Spagna            | 2                 |
| Svezia            | 1                 |
| Svizzera          | 1                 |
| Ungheria          | 2                 |

### Classifiche di fine anno
| Classifica (2015) | Posizione |
| ----------------- | --------- |
| Australia         | 28        |
| [Germania         | 2         |
| Italia            | 19        |
| Polonia           | 6         |
| Regno Unito       | 17        |